# 池田悦子
池田 悦子（いけだ えつこ）は、日本の漫画原作者。代表作は『悪魔の花嫁（作画：あしべゆうほ）』。夫は作家の池田雄一。

## 来歴
当初はテレビ映画脚本家として活動しており、テレビ業界に携わっていたが。1972年、『緋紋の女』（作画：牧美也子）にて漫画原作者デビュー。同作品が第3回・1974年日本漫画家協会賞優秀賞を受賞し、その後は漫画原作者として活躍する。
『月刊プリンセス』創刊期において貢献し、1975年創刊号から連載開始した『悪魔の花嫁』は累計発行部数は1000万部突破の大ヒット作となった。
その後の1970年 - 80年代「月刊プリンセス黄金期」においても『悪魔の花嫁』は『王家の紋章』（細川智栄子あんど芙〜みん））、『エロイカより愛をこめて』、『イブの息子たち』（青池保子）、『妖精国の騎士』（中山星香）、『オリンポスのポロン』（吾妻ひでお）、『アンジェリク』（原作　セルジュ・ゴロン&アン・ゴロン、作画　木原敏江）などの作品と共に同誌において重要な存在であった。

## 作品リスト
- 悪魔の花嫁（作画：あしべゆうほ）
  - 悪魔の花嫁 最終章（作画：あしべゆうほ）
- 緋紋の女（作画：牧美也子）
- 悪女聖書（作画：牧美也子）
  - 新世紀悪女聖書（作画：牧美也子）
- 妖子（作画：池田理代子）
- バンパイア・ララバイ（作画：真崎春望）
- ディアナの載冠（作画：はやかわ文子）
- 化の物語（作画：牧美也子）
- 妖華-アルラウネ（作画：亜砂都優子）
- 妖魔の使い（作画：さわべきなこ）
- 愛しのGAN GAN（作画：イケスミチエコ）
- 不思議子の夏（作画：中山乃梨子）
- 薔薇の呪文（作画：中山乃梨子）
- 不思議子の迷宮（作画：中山乃梨子）
- メタモル（作画：大月森絵）
- Λ(ラムダ)のとき（作画：池田理代子）